# Antônio Lira
Antônio Lira, född 13 november 1909, död 23 augusti 1963, var en friidrottare från Brasilien. Han deltog vid olympiska sommarspelen 1932 och olympiska sommarspelen 1936.